# Le nostre battaglie
Le nostre battaglie (Nos batailles) è un film del 2018 scritto e diretto da Guillaume Senez.
Il film ha ottenuto sette candidature ai premi Magritte del 2019, vincendo cinque riconoscimenti, tra cui miglior film e miglior regia per Senez.

## Distribuzione
Il film è stato presentato in anteprima durante la Settimana internazionale della critica al Festival di Cannes 2018.
La pellicola è stata distribuita nelle sale cinematografiche belghe e francesi a partire dal 3 ottobre 2018. In Italia, il film è uscito il 7 febbraio 2019, distribuito da Parthénos Distribuzione.

## Riconoscimenti
- 2019 – Premi César[2]
  - Candidatura come miglior attore a Romain Duris
  - Candidatura come miglior film straniero
- 2019 – Premi Lumière[3]
  - Candidatura come miglior attore a Romain Duris
  - Candidatura come miglior film francofono
- 2019 – Premi Magritte[4]
  - Miglior film
  - Miglior regista a Guillaume Senez
  - Migliore attrice non protagonista a Lucie Debay
  - Migliore promessa femminile a Lena Girard Voss
  - Miglior montaggio a Julie Brenta
  - Candidatura come miglior sceneggiatura a Guillaume Senez
  - Candidatura come migliore promessa maschile a Basile Grunberger
- 2018 – Torino Film Festival
  - Premio del pubblico
  - Candidatura come miglior film